# Radio Wars
Radio Wars è il secondo album del gruppo australiano Howling Bells. È uscito il 2 marzo 2009 per la label Independiente Records.

## Tracce
1. Treasure Hunt - 2:45
2. Cities Burning Down - 4:13
3. It Ain't You - 3:17
4. Nightingale - 4:07
5. Let's Be Kids - 3:55
6. Ms. Bell's Song/Radio Wars Theme - 5:27
7. Golden Web - 3:23
8. Into the Chaos - 3:15
9. Digital Hearts - 3:36
10. How Long - 3:25
11. To L.A. - 3:01 (hidden track)

## Bonus Live Disc
Registrato live al The Paradiso (Amsterdam) il 22 novembre 2008
1. Setting Sun - 4:46
2. Wishing Stone - 3:54
3. Cities Burning Down - 4:46
4. Treasure Hunt - 3:07
5. Nightingale - 4:25
6. Into The Chaos - 3:27
7. Radio Wars Theme - 3:22

## Formazione
- Juanita Stein (voce/chitarra)
- Joel Stein (chitarra)
- Brendan Picchio (basso)
- Glenn Moule (batteria)